# Karen Demirczian
Karen Demirczian, także spotykane warianty transkrypcji Demirczjan, Demirczan, Demirczijan (orm. Կարեն Դեմիրճյան; ur. 17 kwietnia 1932 w Erywaniu, zm. 27 października 1999 tamże) – ormiański polityk, marszałek parlamentu Armenii w 1999. Zginął w zamachu w parlamencie ormiańskim 27 października tego samego roku.

## Życiorys
Absolwent Instytutu Politechnicznego w Erywaniu, był następnie pracownikiem Leningradzkiego Instytutu Naukowo-Badawczego. Od 1955 do 1966 był pracownikiem fabryki elektrotechnicznej, gdzie przeszedł wszystkie stopnie awansu zawodowego, od mistrza do dyrektora całego zakładu. W 1966 został I sekretarzem Komitetu Miejskiego Komunistycznej Partii Armenii w Erywaniu. W 1972 awansował na sekretarza Komitetu Centralnego tejże partii, zaś w 1974 został jej I sekretarzem. Funkcję tę pełnił do 1988, a od 1976 łączył ją z członkostwem w Komitecie Centralnym partii, zaś od 1979 - także z mandatem deputowanego Rady Najwyższej ZSRR (pozostawał nim do 1989).
W 1999 został deputowanym do parlamentu niepodległej Armenii i w tym samym roku został wybrany na jego przewodniczącego. 27 października 1999 zginął w ataku terrorystycznym na parlament razem z premierem Armenii Wazgenem Sarkisjanem i sześcioma innymi politykami. Wszystkie okoliczności tego wydarzenia w dalszym ciągu nie zostały wyjaśnione. Zamach mógł zostać zainspirowany przez przeciwników porozumienia ormiańsko-azerskiego i złagodzenia ormiańskiego stanowiska w sporze o Górski Karabach.
Jego syn Stepan także jest politykiem, deputowanym do parlamentu Armenii.

## Odznaczenia
- Bohater Republiki Armenii (pośmiertnie 27 grudnia 1999)
- Order Lenina (dwukrotnie)
- Order Rewolucji Październikowej (1976)
- Order Czerwonego Sztandaru Pracy (dwukrotnie - 1966 i 1971)
- Medal 100-lecia urodzin Lenina
- Medal „Za wyróżnienie w ochronie granic państwowych ZSRR”
- Medal „W upamiętnieniu 1500-lecia Kijowa”
- Medal Marszałka Bagramiana
- Złoty Medal za Zasługi dla Gospodarki ZSRR (pięciokrotnie)

## Upamiętnienie
Jego imię nosi główny kompleks sportowo-koncertowy w Erywaniu.